# Đường cao tốc Bến Lức – Long Thành
Đường cao tốc Bến Lức – Long Thành (ký hiệu toàn tuyến là CT.01) là một đoạn đường cao tốc hiện đang xây dựng thuộc hệ thống đường cao tốc Bắc – Nam phía Đông. Tuyến đường dài 57,09 km, nối tỉnh Tây Ninh với tỉnh Đồng Nai.
Tuyến cao tốc Bến Lức – Long Thành sau khi hoàn thành sẽ giúp giao thông liên vùng miền Tây và vùng Đông Nam Bộ không cần quá cảnh qua Thành phố Hồ Chí Minh. Đồng thời, dự án cũng góp phần làm giảm áp lực giao thông trên Quốc lộ 1, Quốc lộ 51; rút ngắn thời gian đi từ Tây Ninh đến Thành phố Hồ Chí Minh, Đồng Nai và khép kín toàn tuyến của đường vành đai 3 Thành phố Hồ Chí Minh.

## Vị trí
Đường cao tốc bắt đầu từ nút giao Mỹ Yên, kết nối với đường cao tốc Thành phố Hồ Chí Minh – Trung Lương và đường vành đai 3 Thành phố Hồ Chí Minh ở xã Mỹ Yên, tỉnh Tây Ninh và kết thúc tại nút giao Tân Hiệp, kết nối với đường cao tốc Biên Hòa – Vũng Tàu và Quốc lộ 51C tại xã Phước Thái, tỉnh Đồng Nai. Trong đó, 4,89 km đường cao tốc đi qua tỉnh Tây Ninh, 24,92 km đi qua Thành phố Hồ Chí Minh và 27,28 km đi qua tỉnh Đồng Nai.

## Thiết kế
Tuyến đường được xây dựng theo tiêu chuẩn đường cao tốc loại A, với 4 làn xe lưu thông và hai làn dừng khẩn cấp, vận tốc thiết kế từ 100 – 120 km/h.
Do điều kiện địa chất, thủy văn phức tạp, tuyến đường phải xây dựng hơn 20 km cầu và cầu cạn, trong đó có hai cầu lớn xây dựng theo kiểu dây văng là cầu Bình Khánh dài 2,76 km bắc qua sông Soài Rạp, nối xã Hiệp Phước và Bình Khánh, Thành phố Hồ Chí Minh, và cầu Phước Khánh dài 3,18 km bắc qua sông Lòng Tàu nối xã Bình Khánh, Thành phố Hồ Chí Minh với xã Đại Phước, tỉnh Đồng Nai.
Toàn tuyến đường cao tốc sẽ có 8 nút giao cắt và lối ra.

## Xây dựng
Đường cao tốc Bến Lức – Long Thành được phát lệnh khởi công xây dựng vào ngày 19 tháng 7 năm 2014, do Tổng Công ty đầu tư phát triển đường cao tốc Việt Nam (VEC) làm chủ đầu tư.
Tổng vốn đầu tư toàn dự án giai đoạn 1 là 31.320 tỷ đồng, tương đương 1,607 tỷ USD, bình quân lên tới 28,2 triệu USD/km. Đây là mức đầu tư cao kỷ lục so với các tuyến đường cao tốc khác trên thế giới.
Dự án ban đầu dự kiến hoàn thành vào năm 2018, tuy nhiên do gặp nhiều vướng mắc về cơ chế, chính sách nên không thể bố trí được vốn để tiếp tục thi công, từ đó nhiều gói thầu của dự án tạm ngừng thi công cho đến giữa năm 2023, khi Chính phủ và chủ đầu tư đường cao tốc này tháo gỡ vướng mắc về vốn, hầu hết các gói thầu đã thi công trở lại. Tuyến đường đã thông xe đoạn từ nút giao Mỹ Yên đến nút giao Bình Chánh (giao với quốc lộ 1) và đoạn từ nút giao Phước Thái đến nút giao Phước An từ ngày 23 tháng 1 năm 2025. Vào ngày 19 tháng 4 năm 2025, thông xe kỹ thuật 20 km đoạn từ nút giao Bình Chánh đến nút giao Nguyễn Văn Tạo và đưa vào khai thác đoạn này từ ngày 28 tháng 4 năm 2025. Toàn bộ dự án dự kiến đến tháng 9 năm 2026 sẽ hoàn thành.

## Chi tiết tuyến đường

Bảng thông tin tốc độ cao tốc (Trừ đoạn cầu Bình Khánh và cầu Phước Khánh)

### Làn xe
- 4 làn xe và 2 làn dừng khẩn cấp
- Cầu Bình Khánh và Cầu Phước Khánh: 4 làn xe

### Chiều dài
- Toàn tuyến: 57,09 km

### Tốc độ giới hạn
- Tối đa: 100 km/h, Tối thiểu: 60 km/h
- Cầu Bình Khánh và Cầu Phước Khánh: Tối đa: 80 km/h

## Lộ trình chi tiết
- IC : Nút giao, JCT : Điểm lên xuống, SA : Khu vực dịch vụ (Trạm dừng nghỉ), TG : Trạm thu phí, TN : Hầm đường bộ, BR : Cầu
- Đơn vị đo khoảng cách là km.
- Phần màu xanh dương (■): Đoạn đi trùng với  Đường vành đai 3 Thành phố Hồ Chí Minh

| Số                                                             | Tên                                                            | Khoảng cách từ đầu tuyến                                       | Kết nối                                                        | Ghi chú | Vị trí                                                         | Vị trí                                                         |
| Kết nối trực tiếp với Đường vành đai 3 (Thành phố Hồ Chí Minh) | Kết nối trực tiếp với Đường vành đai 3 (Thành phố Hồ Chí Minh) | Kết nối trực tiếp với Đường vành đai 3 (Thành phố Hồ Chí Minh) | Kết nối trực tiếp với Đường vành đai 3 (Thành phố Hồ Chí Minh) | Kết nối trực tiếp với Đường vành đai 3 (Thành phố Hồ Chí Minh)                                                             | Kết nối trực tiếp với Đường vành đai 3 (Thành phố Hồ Chí Minh) | Kết nối trực tiếp với Đường vành đai 3 (Thành phố Hồ Chí Minh) |
| -------------------------------------------------------------- | -------------------------------------------------------------- | -------------------------------------------------------------- | -------------------------------------------------------------- | --- | -------------------------------------------------------------- | -------------------------------------------------------------- |
| 1                                                              | IC Mỹ Yên                                                      | 0.0                                                            | Đường cao tốc Thành phố Hồ Chí Minh – Trung Lương              | Đầu tuyến đường cao tốc Đang thi công kết nới với đường Vành đai 3                                                         | Tây Ninh                                                       | Mỹ Yên                                                         |
| TG                                                             | Trạm thu phí Mỹ Yên                                            |                                                                |                                                                | | Tây Ninh                                                       | Mỹ Yên                                                         |
| 2                                                              | IC Bình Chánh                                                  | 3.4                                                            | Quốc lộ 1                                                      | | Thành phố Hồ Chí Minh                                          | Bình Chánh                                                     |
| BR                                                             | Cầu Ông Thìn                                                   | ↓                                                              |                                                                | Vượt sông Cần Giuộc | Thành phố Hồ Chí Minh                                          | Hưng Long                                                      |
| 3                                                              | IC Đa Phước                                                    |                                                                | Quốc lộ 50                                                     | | Thành phố Hồ Chí Minh                                          | Hưng Long                                                      |
| BR                                                             | Cầu Bà Lào                                                     | ↓                                                              |                                                                | Vượt kênh Cây Khô | Thành phố Hồ Chí Minh                                          | Ranh giới Hưng Long – Hiệp Phước                               |
| 4                                                              | IC Nguyễn Văn Tạo                                              |                                                                | Đường Nguyễn Văn Tạo Đường Nguyễn Hữu Thọ                      | Kết nối với Đường cao tốc Thành phố Hồ Chí Minh – Sóc Trăng                                                                | Thành phố Hồ Chí Minh                                          | Hiệp Phước                                                     |
| BR                                                             | Cầu Bình Khánh                                                 | ↓                                                              |                                                                | Vượt sông Soài Rạp Đang thi công                                                                                           | Thành phố Hồ Chí Minh                                          | Ranh giới Hiệp Phước – Bình Khánh                              |
| -                                                              | IC Rừng Sác                                                    |                                                                | Đường Rừng Sác                                                 | Được đề xuất | Thành phố Hồ Chí Minh                                          | Bình Khánh                                                     |
| BR                                                             | Cầu Phước Khánh                                                | ↓                                                              |                                                                | Vượt sông Lòng Tàu Đang thi công                                                                                           | Ranh giới Thành phố Hồ Chí Minh – Đồng Nai                     | Ranh giới Thành phố Hồ Chí Minh – Đồng Nai                     |
| 5                                                              | IC Vĩnh Thanh                                                  |                                                                | Đường vành đai 3 (Thành phố Hồ Chí Minh)                       | Đang thi công | Đồng Nai                                                       | Phước An                                                       |
| 6                                                              | IC Phước An                                                    | 50.5                                                           | Đường Trường Chinh                                             | | Đồng Nai                                                       | Phước An                                                       |
| BR                                                             | Cầu Thị Vải                                                    | ↓                                                              |                                                                | Vượt sông Thị Vải | Đồng Nai                                                       | Ranh giới Phước An – Long Phước                                |
| TG                                                             | Trạm thu phí 07 (Phước Thái)                                   |                                                                |                                                                | | Đồng Nai                                                       | Phước Thái                                                     |
| 7                                                              | IC Phước Thái                                                  | 57.6                                                           | Quốc lộ 51                                                     | Cuối tuyến đường cao tốc giai đoạn 1                                                                                       | Đồng Nai                                                       | Phước Thái                                                     |
| 8                                                              | IC Tân Hiệp                                                    |                                                                | Đường cao tốc Biên Hòa – Vũng Tàu                              | Cuối tuyến đường cao tốc giai đoạn 2 Kết nối với Đường cao tốc Thành phố Hồ Chí Minh – Long Thành – Dầu Giây Đang thi công | Đồng Nai                                                       | Phước Thái                                                     |
| Kết nối trực tiếp với Quốc lộ 51C                              |                                                                |                                                                |                                                                | |                                                                |                                                                |
| 1.000 mi = 1.609 km; 1.000 km = 0.621 mi                       |                                                                |                                                                |                                                                | |                                                                |                                                                |